# Való Világ 12
A Való Világ 12 (gyakran használt rövidítéssel VV12) a Való Világ realityműsor tizenkettedik szériája, amely az előző hat évaddal ellentétben az RTL+-on lesz látható (ez az első alkalom, amikor a RTL+-on a fő összefoglalók és a párbajok is mennek). A beköltözés első napja kivételesen az RTL-en is látható volt. Az ismétlés a Coolon látható még aznap. További változás, hogy rendhagyóan ebben az évadban már nincs Bele Való Világ. A műsor 2024. május 5-én vette kezdetét. A játékot az év július 28-án Ádi nyerte meg.

## Története
A műsor első ajánlója 2024. február 28-án jelent meg, ekkor indult el a jelentkezés is. Az első adás, avagy a beköltöző show 2024. május 5-én volt 21:00-kor az RTL+-on és az RTL-en. Az ismétlések a Coolon eleinte 22:00-kor majd 23:00-kor voltak láthatóak, újdonságként 18-as karikával.

## Villalakók
A 12. széria első nyolc villalakóját a műsor hivatalos Instagram-oldalán kezdték el bemutatni a május 5-i premier előtti napokban. Ők nyolcan május 5-én költöztek be a villába, sorrend szerint: Kikidi, Dorka, Gina, Geri, Reni, Bogi, Giada és Valen. Őket követte május 6-án Dzsigeri, május 7-én Noémi, május 8-án Dudu és Vera, május 12-én Ádi, május 15-én Csaszi, végül június 2-án pedig Ruben.
| Név                           | Kor | Lakhely           | Foglalkozás              | Beköltözés ideje |
| ----------------------------- | --- | ----------------- | ------------------------ | ---------------- |
| Kikidi (Kékes Dániel)         | 29  | Csömör            | műszerész                | 2024. május 5.   |
| Dorka (Váradi Bettina Dorka)  | 22  | Diósd             | szoláriumi recepciós     | 2024. május 5.   |
| Gina (Sütő Georgina)          | 32  | Berettyóújfalu    | tetováló                 | 2024. május 5.   |
| Geri (Kovács Gergő Rajmund)   | 21  | Szombathely       | labdarúgó                | 2024. május 5.   |
| Reni (Tóth Renáta)            | 22  | Budapest          | személyi edző            | 2024. május 5.   |
| Bogi (Siry Boglárka)          | 18  | Vecsés            | műszempillás             | 2024. május 5.   |
| Giada (Mosti Giada)           | 22  | Sziget            | kézápoló és műkörömépítő | 2024. május 5.   |
| Valen (Cseh Marcell Valentin) | 21  | Budapest          | ékszerbecsüs             | 2024. május 5.   |
| Dzsigeri (Tokaji Gergő)       | 21  | Budapest          | munkanélküli             | 2024. május 6.   |
| Noémi (Papp Noémi Viktória)   | 21  | Szentendre        |                          | 2024. május 7.   |
| Dudu (Bottlik Dávid)          | 23  | Budapest          |                          | 2024. május 8.   |
| Vera (Bárány Veronika)        | 25  | Mosonmagyaróvár   |                          | 2024. május 8.   |
| Ádi (Farkas Ádám)             | 25  | Szigetszentmiklós |                          | 2024. május 12.  |
| Csaszi (Szabó Tibor)          | 23  | Debrecen          | masszőr                  | 2024. május 15.  |
| Ruben (Kollár Ruben)          | 21  | Szentes           |                          | 2024. június 2.  |

### Beszavazó-show
Az első hétvégén zajló szimpátia-szavazás által kieső Bogi helyére egy új lakó költözhetett be. Két villalakó-jelölt, Jázmin és Ádi küzdhetett meg egymással egy beszavazó-show keretein belül, akiket már május 10-én bemutattak, és az ezt követő 2 napon lehetett szavazni arról, hogy melyikük kerüljön a villába. Végül a beszavazást 65%-35% arányban Ádi nyerte, így ő vehette birtokba a villát.

### Villalakó+ nyereményjáték
Megyeri Csilla május 17-én jelentette be, hogy a Való Világ történetében először egy új beköltözési mód vált elérhetővé, aminek Villalakó+ lett az elnevezése. Azok, akik rendelkeznek RTL+ előfizetéssel, kitölthetnek egy  jelentkezési lapot. A beérkező nevek közül sorsolással dőlt el, hogy ki az a 4 jelölt, aki részt vehet a június 2-i beszavazóshow-n. A 4 kisorsolt név közül nem mindenki élt a lehetőséggel, így pótsorsolás keretein belül feltöltötték a helyeket, és 3-an küzdöttek meg a beszavazóshow-n. A beszavazóshow-ra a kiválasztás után került sor. VV Ruben, VV Sanyi és VV Petya küzdöttek meg egymás ellen, ahonnan 55,33%-al Ruben került ki győztesként, így ő költözhetett be a villába.

### Kizárás
Dzsigerit kizárták a játékból mivel helytelenül viselkedett egy női villalakótársával, tettét szexuális erőszakoskodásnak ítélték meg. 

## Összesített eredmény
| Hely.        | Villalakó    | Nézői szimpátia             | Nézői szimpátia       | Rózsaszín- fekete kendő     | Kiválasztás                 | Kiválasztás                      | Kiválasztás                | Kiválasztás                 | Kiválasztás                  | Kiválasztás | Kiválasztás | Kiválasztás | Kiválasztás | Státusz                                    |
| Hely.        | Villalakó    | 1. kör                      | 2. kör                | Rózsaszín- fekete kendő     | 1.                          | 2./a                             | 2./b                       | 3.                          | 4.                           | 5.          | 6.          | 7.[j]       | 8.          | Státusz                                    |
| Hely.        | Villalakó    | 2024                        | 2024                  | 2024                        | 2024                        | 2024                             | 2024                       | 2024                        | 2024                         | 2024        | 2024        | 2024        | 2024        | Státusz                                    |
| Hely.        | Villalakó    | május 12.                   | május 17.             | május 19.                   | június 2.                   | június 8.                        | június 10.                 | június 23.                  | július 7.                    | július 15.  | július 22.  | július 24.  |             | Státusz                                    |
| ------------ | ------------ | --------------------------- | --------------------- | --------------------------- | --------------------------- | -------------------------------- | -------------------------- | --------------------------- | ---------------------------- | ----------- | ----------- | ----------- | ----------- | ------------------------------------------ |
| 1.           | Ádi          | Még nem volt játékban       | Még nem volt játékban | Továbbjutott                | Dudu                        | Csaszi                           | Dudu                       | Valen                       | Dudu                         | Dorka       | Dorka       | Reni        | Kikidi      | 1. Helyezett (78 napot töltött a villában) |
| 2.           | Kikidi       | Továbbjutott                | Továbbjutott          | Továbbjutott                | Dudu                        | Csaszi                           | Vera                       | Dorka                       | Dorka                        | Dorka       | Dorka       | Reni        | Geri        | 2. Helyezett (85 napot töltött a villában) |
| 3.           | Geri         | Továbbjutott                | Továbbjutott          | Továbbjutott                | Dorka                       | Csaszi                           | Vera                       | Valen                       | Giada                        | Giada       | Dorka       | Giada       | Giada       | 3. Helyezett (85 napot töltött a villában) |
| 4.           | Giada        | Továbbjutott                | Továbbjutott          | Továbbjutott                | Dorka                       | Dudu                             | Ádi                        | Dorka                       | Geri                         | Ádi         | Dorka       | Reni        | Geri        | Kiszavazva (83 napot töltött a villában)   |
| 5.           | Reni         | Továbbjutott                | Továbbjutott          | Továbbjutott                | Dorka                       | Csaszi                           | Vera                       | Valen                       | Dzsigeri                     | Ádi         | Dzsigeri    | Kikidi      |             | Kiszavazva (81 napot töltött a villában)   |
| 6.           | Dorka        | Továbbjutott                | Továbbjutott          | Továbbjutott                | Ádi                         | Dudu                             | Vera                       | Ádi                         | -[g]                         | Giada       | Ádi         |             |             | Kiszavazva (78 napot töltött a villában)   |
| 7.           | Dzsigeri     | Továbbjutott                | Továbbjutott          | Továbbjutott                | Noémi                       | Vera                             | Vera                       | Giada Ádi[f]                | Ruben [g]                    | Reni        | Reni        |             |             | Kizárva (74 napott töltött a villában)     |
| 8.           | Dudu         | Veszélyzóna                 | 58%                   | Továbbjutott                | Dorka [a]                   | Csaszi                           | Vera                       | Valen[f]                    | Ruben                        | Ádi         |             |             |             | Kiszavazva (66 napot töltött a villában)   |
| 9.           | Ruben        | Még nem volt játékban       | Még nem volt játékban | Még nem volt játékban       | Még nem volt játékban       | Még nem volt játékban            | Ádi                        | Ádi                         | Dorka                        |             |             |             |             | Kiszavazva (30 napot töltött a villában)   |
| 10.          | Valen        | Továbbjutott                | Továbbjutott          | 52%                         | Dudu                        | Ádi                              | Ádi [e]                    | Ádi                         |                              |             |             |             |             | Kiszavazva (43 napot töltött a villában)   |
| 11.          | Vera         | Továbbjutott                | Továbbjutott          | Továbbjutott                | Dudu                        | Csaszi                           | Ádi                        |                             |                              |             |             |             |             | Kiszavazva (33 napot töltött a villában)   |
| 12.          | Csaszi       | Még nem volt játékban       | Még nem volt játékban | Védett                      | Dorka                       | Ádi                              |                            |                             |                              |             |             |             |             | Feladta (25 napot töltött a villában)      |
| 13.          | Noémi        | Továbbjutott                | Továbbjutott          | Továbbjutott                | Dorka                       |                                  |                            |                             |                              |             |             |             |             | Kiszavazva (20 napot töltött a villában)   |
| 14.          | Gina         | Továbbjutott                | Továbbjutott          | 48%                         |                             |                                  |                            |                             |                              |             |             |             |             | Kiszavazva (13 napot töltött a villában)   |
| 15.          | Bogi         | Veszélyzóna                 | 42%                   |                             |                             |                                  |                            |                             |                              |             |             |             |             | Kiszavazva (7 napot töltött a villában)    |
| Védett       | Védett       |                             |                       | Csaszi                      | Csaszi Vera[b]              | Dorka Vera Dudu[c]               | -                          | Dudu                        | Ádi                          | Dzsigeri    | -[i]        | -           | -           |                                            |
| Kiválasztott | Kiválasztott |                             | Dorka                 | Csaszi                      | Vera                        | Ádi                              | Ruben                      | Ádi                         | Dorka                        | Reni        | Geri        |             |             |                                            |
| Kihívott     | Kihívott     | május 22.                   | június 5.             | június 8.                   | június 12.                  | június 26.                       | július 10.                 | július 17.                  |                              | július 25.  |             |             |             |                                            |
| Kihívott     | Kihívott     | Noémi                       | Kikidi                | Dudu                        | Valen                       | Dzsigeri                         | Dudu[h]                    | Ádi                         | Giada                        |             |             |             |             |                                            |
| Párbaj       | Párbaj       | május 26.                   | június 9.             | június 9.                   | június 16.                  | június 30.                       | július 14.                 | július 21.                  | július 26.                   |             |             |             |             |                                            |
| Párbaj       | Párbaj       | Dorka (73,4%) Noémi (26,6%) | Elmaradt[d]           | Vera (45,67%) Dudu (54,33%) | Ádi (79,27%) Valen (20,73%) | Ruben (27,11%) Dzsigeri (72,89%) | Ádi (80,89%) Dudu (19,11%) | Dorka (40,21%) Ádi (59,79%) | Geri (52,60%) Giada (47,40%) |             |             |             |             |                                            |
| Kiszavazott  | Kiszavazott  | Bogi                        | Bogi                  | Gina                        | Noémi                       | -                                | Vera                       | Valen                       | Ruben                        | Dudu        | Dorka       | Reni        | Giada       |                                            |

↑ a: Dudu a beköltözés előtt választhatott, hogy a közös nyereményalapból 1 millió forint értékben elviszi-e a dupla jelrakás lehetőségét, avagy sem. Mivel a választása igen volt, így az első kiválasztás során az általa megnevezett személy két jelet kapott.
↑ b: Vera a beköltözés előtt választhatott, hogy a közös nyereményalapból 1 millió forint értékben elviszi-e a védettséget szimbolizáló lila kendőt, avagy sem. Mivel a választása igen volt, így az első kiválasztás, kihívás és párbaj alól védett lett.
↑ c: Csaszi a kihívás előtt kimondta Vera nevét, illetve utalt Dudura, mint kihívott személy. Így ők védettséget élveztek a kihíváson.
↑ d: Csaszi június 7-én (2 nappal a párbaj előtt) bejelentette feladási szándékát, amit a 24 óra gondolkodási idő után megerősített. Így a Csaszi-Kikidi párbaj elmaradt és soron kívüli kiválasztást és kihívást tartottak június 8-án.
↑ e: Valen egy arany borítékot kapott, amivel duplát érő szavazati jogot kapott.
↑ f: Dudu a párbaj végén szabályt szegett, így az ő szavazata érvénytelen.
↑ g: Dzsigeri a szerzett korongok alapján dupla szavazati jogot élvezhetett, de így Dorka nem tehetett jelet a kiválasztáson.
↑ h: Július 10-én Ádinak két embert kellett megneveznie, akik Dudu és Dorka volt. Másnap a nézők döntöttek arról, hogy ki legyen a kihívott, és részt vegyen az 5. párbajon.
↑ i: A 6. párbajtól megszűnt a védettséget szimbolizáló lila kendő.
↑ j: A 7. kiválasztás kiválasztottjának, azaz Reni sorsáról a nézők döntöttek, méghozzá, hogy Reni párbajozzon, vagy azonnal essen ki, és növekedjen a nyereményalap 5 millió forinttal.

### Finálé

#### A végeredmény
| Finalista | Eredmény | Eredmény    | Státusz      |
| Finalista | Első kör | Második kör | Státusz      |
| --------- | -------- | ----------- | ------------ |
| Ádi       | 43,32%   | 54,87%      | 1. helyezett |
| Kikidi    | 30,95%   | 45,13%      | 2. helyezett |
| Geri      | 25,73%   |             | 3. helyezett |

#### Az est menete
A Finálé 2024. július 28-án került megrendezésre, ahol Kikidi, Geri és Ádi küzdhetett meg a főnyereményért.
A villalakókat a műsor elején kihívták a stúdióba, ott egy kis beszélgetés után lezárták az első körös szavazást. A legkevesebb szavazatot Geri kapta, a szavazatok 25,73%-át, így ő lett a 12. évad 3. helyezettje.
Ezután kisfilmeket vetítettek az utolsó napokról, az eddigi tematikus hetekről, illetve a két, játékban maradt játékosról. Ezután egy részeredményt mutattak fantomképekkel, és további rövidfilmeket vetítettek a nyereményalap alakulásáról, illetve a két finalistáról. A filmek után második alkalommal mutattak részeredményt, majd a két játékos visszament a villába. 
Ezután lezárták a szavazást. Az eredményhirdetéskor Kikidi a szavazatok 45,13%-át kapta, így a Való Világ 12. szériáját végül Ádi nyerte 54,87%-al. Nyereménye 37.650.000 millió forint volt.